# Ángela de Cárdenas y Fernández de Velasco
Ángela de Cárdenas y Fernández de Velasco (? - Cardona, 1576) va ser una noble castellana.
Era filla dels ducs de Maqueda, Bernardino de Cárdenas y Pacheco i d'Isabel de Velasco y Guzmán. Es va casar cap a l'any 1559 amb el III duc de Sogorb, Francesc d'Aragó i de Cardona. El matrimoni, però, no va arribar a tenir descendència, i la successió va recaure en la germana de Francesc, Joana, amb la qual s'extingia la branca masculina dels Aragó-Cardona. Ángela va morir l'any 1576 a Cardona, només un any després de la mort del seu marit. Ambdós van ser enterrats inicialment a la catedral de Sogorb, però després van ser traslladats al panteó familiar del monestir de Poblet.
En el seu testament va llegar els seus béns a Maria de Cárdenas y Mendoza, neboda seva i filla del virrei de Catalunya Francisco Hurtado de Mendoza y Cárdenas. No obstant això, el testament que va ser contestat per uns familiars de la beneficiària, els ducs de Francavilla i els marquesos de Comares, que va provocar plets als tribunals valencians, si bé, finalment, l'herència va quedar finalment en mans del virrei, com a tutor de l'hereva.